# فرنسيسكو خافيير لوبيز
فرنسيسكو خافيير لوبيز (بالإسبانية: Francisco Javier López)‏ هو واثب حواجز ‏ إسباني، ولد في 29 ديسمبر 1989 في قرطبة في إسبانيا.

## وصلات خارجية
- فرنسيسكو خافيير لوبيز على موقع الاتحاد الدولي لألعاب القوى (الإنجليزية)